# Die Japanerin
Die Japanerin è un film muto del 1919 scritto e diretto da Ewald André Dupont.

## Produzione
Il film fu prodotto dalla Stern-Film

## Distribuzione
Uscì nelle sale cinematografiche tedesche presentato in prima al Tauentzien-Palast di Berlino il 24 gennaio 1919. In Finlandia, il film fu distribuito il 29 marzo 1920.